# David Chalmers
Pour les articles homonymes, voir Chalmers.
David Chalmers, né le 20 avril 1966 à Sydney, est un philosophe australien spécialisé en philosophie de l'esprit. Il est actuellement enseignant à l'université de New York et y codirige avec Ned Block le Center for Mind, Brain and Consciousness.
Chalmers a publié de nombreux travaux sur la conscience. Il est notamment connu pour sa formulation du problème difficile de la conscience, distinguant les problèmes faciles et le problème difficile de savoir à quoi pourrait ressembler une théorie expliquant la conscience phénoménale. Il soutient à ce sujet ce qu'il appelle un « dualisme des propriétés » (Property Dualism), une forme de monisme proche de celui de Bertrand Russell. Il a notamment publié le livre L’Esprit conscient. Il s'est également penché sur des thématiques comme celle de l'expérience de pensée du cerveau dans une cuve ou celle du zombie (au sens philosophique).
Chalmers a cofondé la base de données d'articles philosophiques PhilPapers.

## Jeunesse et éducation
David Chalmers est né à Sydney, en Nouvelle-Galles du Sud, et a grandi à Adélaïde, en Australie-Méridionale, où il a fréquenté l'école secondaire Unley.
Enfant, il était synesthète. Il a commencé à programmer et à jouer à des jeux vidéo à l'âge de 10 ans sur un PDP-10 dans un centre médical. Il excellait également en mathématiques et a remporté une médaille de bronze aux Olympiades internationales de mathématiques. À 13 ans, Chalmers a lu le livre Gödel, Escher, Bach écrit par Douglas Hofstadter en 1979, ce qui a éveillé son intérêt pour la philosophie.
Chalmers a obtenu son diplôme de premier cycle en mathématiques pures de l'Université d'Adélaïde. Après l'obtention de son diplôme, Chalmers a passé six mois à lire des livres de philosophie tout en faisant de l'auto-stop à travers l'Europe, avant de poursuivre ses études à l'Université d'Oxford, où il était boursier Rhodes mais a finalement abandonné le cursus.
En 1993, Chalmers a obtenu son doctorat en philosophie et sciences cognitives de l'université de l'Indiana à Bloomington sous la direction de Douglas Hofstadter, avec une thèse intitulée Toward a Theory of Consciousness. Il a été chercheur postdoctoral dans le programme Philosophie-Neuroscience-Psychologie dirigé par Andy Clark à l'université Washington de Saint-Louis de 1993 à 1995,.

## Carrière
En 1994, Chalmers s'est fait connaître avec une présentation inaugurale lors de la conférence Toward a Science of Consciousness (depuis renommée The Science of Consciousness). Il a ensuite co-organisé la conférence avec Stuart Hameroff pendant plusieurs années, mais a fini par s'en distancier, estimant qu'elle s'écartait trop du consensus scientifique. Chalmers est membre fondateur de l'Association for the Scientific Study of Consciousness, et l'un de ses anciens présidents.
Après avoir établi sa réputation, Chalmers a obtenu son premier poste de professeur à l'université de Californie à Santa Cruz, d'août 1995 à décembre 1998. En 1996, il a publié le livre largement cité The Conscious Mind (« L'Esprit conscient »). Chalmers a ensuite été nommé professeur de philosophie (1999-2004), puis directeur du Center for Consciousness Studies (2002-2004) à l'université de l'Arizona,. En 2004, Chalmers est retourné en Australie, encouragé par une bourse ARC Federation, devenant professeur de philosophie et directeur du Center for Consciousness à l'université nationale australienne. Chalmers a accepté un poste de professeur à temps partiel au département de philosophie de l'université de New York en 2009, devenant professeur à temps plein en 2014.
En 2013, Chalmers a été élu membre de l'académie américaine des arts et des sciences. Il a rédigé des articles de philosophie de l'esprit de la  Stanford Encyclopedia of Philosophy. En mai 2018, il a été annoncé qu'il siégerait au jury du Prix Berggruen.
En 2023, Chalmers a gagné un pari — fait en 1998, pour une caisse de vin — contre le neuroscientifique Christof Koch, pariant que les fondements neuronaux de la conscience ne seraient pas résolus d'ici 2023, là où Koch avait parié qu'ils le seraient.

## Travaux philosophiques

### Philosophie de l'esprit
Chalmers est notamment connu pour avoir formulé ce qu'il appelle le « problème difficile de la conscience », à la fois en 1995 dans son article Facing Up to the Problem of Consciousness et en 1996 dans son livre L'Esprit conscient. Il fait une distinction entre les problèmes « faciles » de la conscience, comme l'explication du fait de pouvoir distinguer des objets ou rapporter verbalement des faits, et l'unique problème difficile, qui pourrait être énoncé ainsi : « pourquoi le ressenti qui accompagne la conscience de l'information sensorielle existe-t-il ? » La différence essentielle entre les problèmes faciles (cognitifs) et le problème difficile (phénoménal) est que les problèmes faciles peuvent être résolus au moins en théorie via la stratégie dominante en philosophie de l'esprit : le physicalisme. Chalmers affirme qu'il y a un « fossé explicatif » entre l'objectif et le subjectif, et critique les explications physicalistes de l'expérience mentale, ce qui fait de lui un dualiste. Chalmers qualifie sa vision de « dualisme naturaliste » : naturaliste parce qu'il croit que les états mentaux surviennent « naturellement » sur les systèmes physiques (comme les cerveaux) ; dualiste parce qu'il croit que les états mentaux sont ontologiquement distincts des systèmes physiques et ne peuvent pas y être réduits. Il a également caractérisé sa vision par des formulations plus traditionnelles comme le dualisme des propriétés,.
À l'appui de cela, Chalmers est célèbre pour son engagement envers la possibilité logique (mais non naturelle) des zombies philosophiques. Ces zombies sont des copies physiques parfaites d'êtres humains, ne manquant que la conscience phénoménale. Chalmers soutient que puisque de tels zombies sont concevables pour nous, ils doivent donc être logiquement possibles, même si leur existence est impossible en pratique. Puisqu'ils sont logiquement possibles, alors les qualia et la conscience ne sont pas entièrement expliqués par les propriétés physiques seules ; les faits les concernant sont des faits supplémentaires. Au lieu de cela, Chalmers soutient que la conscience phénoménale est une propriété fondamentale, ontologiquement différente de toute propriété physique, et qu'il peut exister des « lois psychophysiques » qui déterminent quels systèmes physiques sont associés à quels types de qualia. Il spécule en outre que tous les systèmes porteurs d'information pourraient être conscients, ce qui l'amène à envisager la possibilité de thermostats conscients et un panpsychisme qualifié qu'il appelle proto-panpsychisme. Chalmers maintient un agnosticisme formel sur la question, concédant même que la viabilité du panpsychisme le met en désaccord avec la majorité de ses contemporains. Selon Chalmers, ses arguments sont similaires à une ligne de pensée qui remonte à l'argument du « moulin » de Leibniz en 1714 ; et la première utilisation substantielle du terme « zombie » en philosophie pourrait être « Zombies vs. Materialists » de Robert Kirk en 1974.
Après la publication de l'article de Chalmers, plus de vingt articles en réponse ont été publiés dans le Journal of Consciousness Studies. Ces articles (de Daniel Dennett, Colin McGinn, Francisco Varela, Francis Crick et Roger Penrose entre autres) ont été rassemblés et publiés dans le livre Explaining Consciousness: The Hard Problem. John Searle a critiqué les vues de Chalmers dans The New York Review of Books,.
Avec Andy Clark, Chalmers a écrit « The Extended Mind », un article sur les frontières de l'esprit.
Selon Chalmers, les systèmes qui ont la même organisation fonctionnelle à un niveau de détail suffisant (qui sont « fonctionnellement isomorphes ») « auront des expériences conscientes qualitativement identiques ». En 1995, il a proposé l'expérience de pensée des fading qualia (« qualia qui s'estompent »). Elle implique le remplacement progressif de chaque neurone d'un cerveau par un équivalent fonctionnel, par exemple implémenté sur une puce de silicium. Chalmers suppose par l'absurde que les qualia perdent en intensité ou disparaissent. Puisque chaque neurone de substitution remplit la même fonction dans le cerveau que l'original, le traitement de l'information reste inchangé, et le sujet ne remarquerait aucun changement. Mais, argumente Chalmers, si les qualia (par exemple, la couleur perçue des objets) devaient vraiment s'estomper ou disparaître, le détenteur du cerveau pourrait remarquer la différence, ce qui altérerait le profil fonctionnel du cerveau, conduisant à une contradiction. Il conclut que de tels qualia qui s'estompent sont impossibles en pratique, et qu'après le remplacement de chaque neurone, le cerveau robotique fonctionnellement isomorphe qui en résulterait serait aussi conscient que l'original biologique. De plus, Chalmers a proposé une expérience de pensée similaire, celle des « qualia dansants », qui conclut qu'un cerveau robotique fonctionnellement isomorphe à un cerveau biologique serait non seulement aussi conscient, mais aurait également les mêmes expériences conscientes (par exemple, la même perception de la couleur en voyant un objet),. En 2023, il a analysé si les grands modèles de langage pouvaient être conscients, et a suggéré qu'ils n'étaient probablement pas conscients, mais qu'ils pourraient devenir de sérieux candidats à la conscience dans la décennie.

### Philosophie du langage
Chalmers a publié des travaux sur la « théorie de la référence » concernant la façon dont les mots assurent leurs référents. Avec d'autres comme Frank Jackson, il a joué un rôle majeur dans le développement de la sémantique bidimensionnelle (two-dimensional semantics).

#### Contexte
Avant que Saul Kripke ne donne sa célèbre série de conférences Naming and Necessity en 1970, le descriptivisme défendu par Gottlob Frege et Bertrand Russell était l'orthodoxie. Le descriptivisme suggère qu'un nom est une abréviation d'une description, qui est un ensemble de propriétés. L'objet qui correspond le mieux à la description est le référent du nom. Par conséquent, la description fournit le sens du nom, et c'est à travers ce sens que la référence du nom est déterminée.
Cependant, comme l'a soutenu Kripke dans Naming and Necessity, un nom propre n'assure pas sa référence par une simple correspondance avec une description. Au contraire, un nom détermine sa référence via un lien causal et historique remontant au processus de dénomination. Ainsi, Kripke pense qu'un nom propre n'a pas de sens en lui-même, ou du moins pas un sens suffisamment riche pour jouer le rôle de détermination de la référence. De plus, un nom propre, selon Kripke, est un désignateur rigide, qui fait référence au même objet dans tous les mondes possibles. Suivant cette ligne de pensée, Kripke suggère que toute affirmation d'identité scientifique comme « L'eau est H2O » est aussi une affirmation nécessaire, c'est-à-dire vraie dans tous les mondes possibles. Kripke pense que c'est un phénomène que le descriptivisme ne peut pas expliquer.
Et, comme l'ont également proposé Hilary Putnam et Kripke lui-même, la vision de Kripke sur les noms peut aussi s'appliquer à la référence des termes de types naturels. Le type de théorie de la référence défendu par Kripke et Putnam est appelé la théorie de la référence directe.

#### Sémantique bidimensionnelle
Chalmers est en désaccord avec Kripke et les théoriciens de la référence directe en général. Il pense qu'il y a deux types d'intension d'un terme de type naturel, une position appelée bidimensionnalisme. Par exemple, l'affirmation « L'eau est H2O » exprime deux propositions distinctes, souvent appelées intension primaire et intension secondaire, qui forment ensemble sa signification,.
L'intension primaire d'un mot ou d'une phrase est son sens, c'est-à-dire l'idée ou la méthode par laquelle nous trouvons son référent. L'intension primaire de « eau » pourrait être une description, comme « la substance avec des propriétés semblables à l'eau ». L'entité identifiée par cette intension pourrait varier dans différents mondes hypothétiques. Dans l'expérience de pensée de la Terre jumelle, par exemple, les habitants pourraient utiliser « eau » pour désigner leur équivalent de l'eau, même si sa composition chimique n'est pas H2O. Ainsi, pour ce monde, « eau » ne fait pas référence à H2O.
L'intension secondaire de « eau » est ce à quoi « eau » fait référence dans ce monde. Considérée selon son intension secondaire, l'eau signifie H2O dans tous les mondes. À travers ce concept, Chalmers fournit un moyen d'expliquer comment la référence est déterminée en distinguant entre les possibilités épistémiques (intension primaire) et les nécessités métaphysiques (intension secondaire), garantissant ainsi que le référent (H2O) est identifié de manière unique dans tous les mondes métaphysiquement possibles.

#### Philosophie des querelles sémantiques
Chalmers soutient qu'une querelle sémantique survient lorsque les parties en désaccord ne s'entendent pas sur la signification du terme, et la dispute survient uniquement en raison de ce désaccord. Dans le même travail, Chalmers propose certaines procédures pour la résolution de querelles sémantiques. L'une d'entre elles, qu'il appelle la « méthode d'élimination », consiste à éliminer le terme litigieux et à observer s'il reste un désaccord.

### Technologie et réalité virtuelle
Chalmers a abordé la question des mondes virtuels et non virtuels dans son livre de 2022 Reality+. Bien que Chalmers reconnaisse que la réalité virtuelle n'est pas identique à la réalité non virtuelle, il ne considère pas la réalité virtuelle comme une illusion, mais plutôt comme une « réalité authentique » à part entière. Chalmers voit la réalité virtuelle comme pouvant potentiellement offrir une vie aussi significative que la réalité non virtuelle, et soutient que nous pourrions déjà être des habitants d'une simulation sans le savoir.
Chalmers propose que les ordinateurs forment une sorte d'« exo-cortex », où une partie de la cognition humaine est « externalisée » vers des entreprises comme Apple et Google.
Chalmers a été présenté dans le film documentaire de 2012 intitulé The Singularity du réalisateur Doug Wolens, qui se concentre sur la théorie proposée par le techno-futuriste Ray Kurzweil, concernant ce « moment où l'intelligence des ordinateurs dépassera l'intelligence humaine »,. Il a été l'un des philosophes mis en avant dans la série du Daily Nous sur GPT-3 en 2020, qu'il a décrit comme « l'un des systèmes d'IA les plus intéressants et importants jamais produits. »

## Vie personnelle
En 2012, Chalmers était le chanteur principal du groupe Zombie Blues, qui s'est produit au festival de musique Qualia Fest en 2012 à New York.
Concernant la religion, Chalmers a déclaré en 2011 : « Je n'ai personnellement aucune conviction religieuse ni spirituelle, à l'exception de vues spirituelles humanistes édulcorées. Et la conscience est simplement un fait de la vie. C'est un fait naturel de la vie. »

## Publications

### en anglais
- The Conscious Mind: In Search of a Fundamental Theory (1996). Oxford University Press. hardcover:  (ISBN 0-19-511789-1), paperback:  (ISBN 0-19-510553-2)
- Toward a Science of Consciousness III: The Third Tucson Discussions and Debates (1999). Stuart R. Hameroff, Alfred W. Kaszniak and David J. Chalmers (Editors). The MIT Press.  (ISBN 0-262-58181-7)
- Philosophy of Mind: Classical and Contemporary Readings (2002). (Editor). Oxford University Press.  (ISBN 0-19-514581-X) or  (ISBN 0-19-514580-1)
- The Character of Consciousness, 2010, Oxford University Press
- Constructing the World, 2012, Oxford University Press
- Reality+ : Virtual Worlds and the Problems of Philosophy, W. W. Norton & Company, 2022, 544 p. (ISBN 978-1324050346)

### en français
- L’Esprit conscient : À la recherche d’une théorie fondamentale [« The Conscious Mind: In Search of a Fundamental Theory »]  (trad. de l'anglais), Paris, Les Éditions d'Ithaque, 2010, 520 p. (ISBN 978-2-916120-13-3)